# Dawid (rzeźba Verrocchia)
Dawid – rzeźba Andrei del Verrocchia. Została wykonana z brązu, częściowo była pozłacana. Przedstawia ona Dawida tuż po pojedynku z Goliatem. Znajduje się w zbiorach Palazzo del Bargello we Florencji.
Rzeźba przedstawia szczupłego, silnego Dawida. Ma on kędzierzawe, złote włosy. Spojrzenie Dawida jest czujne. Tułów Dawida jest lekko skręcony, rękę ma przystawioną do talii. W drugiej ręce trzyma mały miecz. U jego stóp leży głowa pokonanego przez niego Goliata. Oddzielnie został wykonany kamień, za pomocą którego Dawid zabił olbrzyma. Kamień został wykonany oddzielnie, był przymocowany do czoła Goliata. Wysokość rzeźby wynosi 125 cm.
Nieznana jest dokładna data powstania rzeźby. Niekiedy jest datowana na połowę lat 70. XV wieku, gdyż w 1476 roku jej dotychczasowy właściciel Lorenzo de’ Medici sprzedał ją władzom Florencji (według innego źródła rzeźba należała również do Giuliana de’ Medici). Stąd rzeźba znalazła się w Palazzo del Bargello. Zdaniem Andrew Butterfielda, badacza życia i twórczości Verrocchia, rzeźba powstała ok. 1466 roku. Rzeźbę prawdopodobnie zamówił Piero de’ Medici, ojciec Lorenza. Piero Piero de’ Medici był właścicielem innej rzeźby Dawida, wykonanej przez Donatella. Miała ona znaleźć się w ogrodzie przy willi Medicich w Careggi. Według innego źródła rzeźba powstała około 1465 roku, ok. 1470–1475 lub około lat 1473–1475.
Prawdopodobnie modelem pozującym do rzeźby był czternastoletni Leonardo da Vinci, wówczas uczeń w warsztacie Verrocchia.
Rzeźba Verrocchia uchodzi za jedno z najlepszych jego dzieł.
Zachował się rysunek przedstawiający studium młodzieńca w pozie Dawida. Pochodzi on ze szkicownika florenckiego rzeźbiarza Francesca di Simone Ferrucciego. Nie jest znana dokładna data powstania notatnika. Szacuje się, że mógł on zostać założony w drugiej połowie lat 70. XV wieku, część zapisów pochodzi z lat 1487–1488. Rysunek nie stanowi bezpośredniego studium modela pozującego do rzeźby.
Pozostały ślady złocenia na butach, zbroi i włosach figury.